# Mordfall Benjamin Hermansen

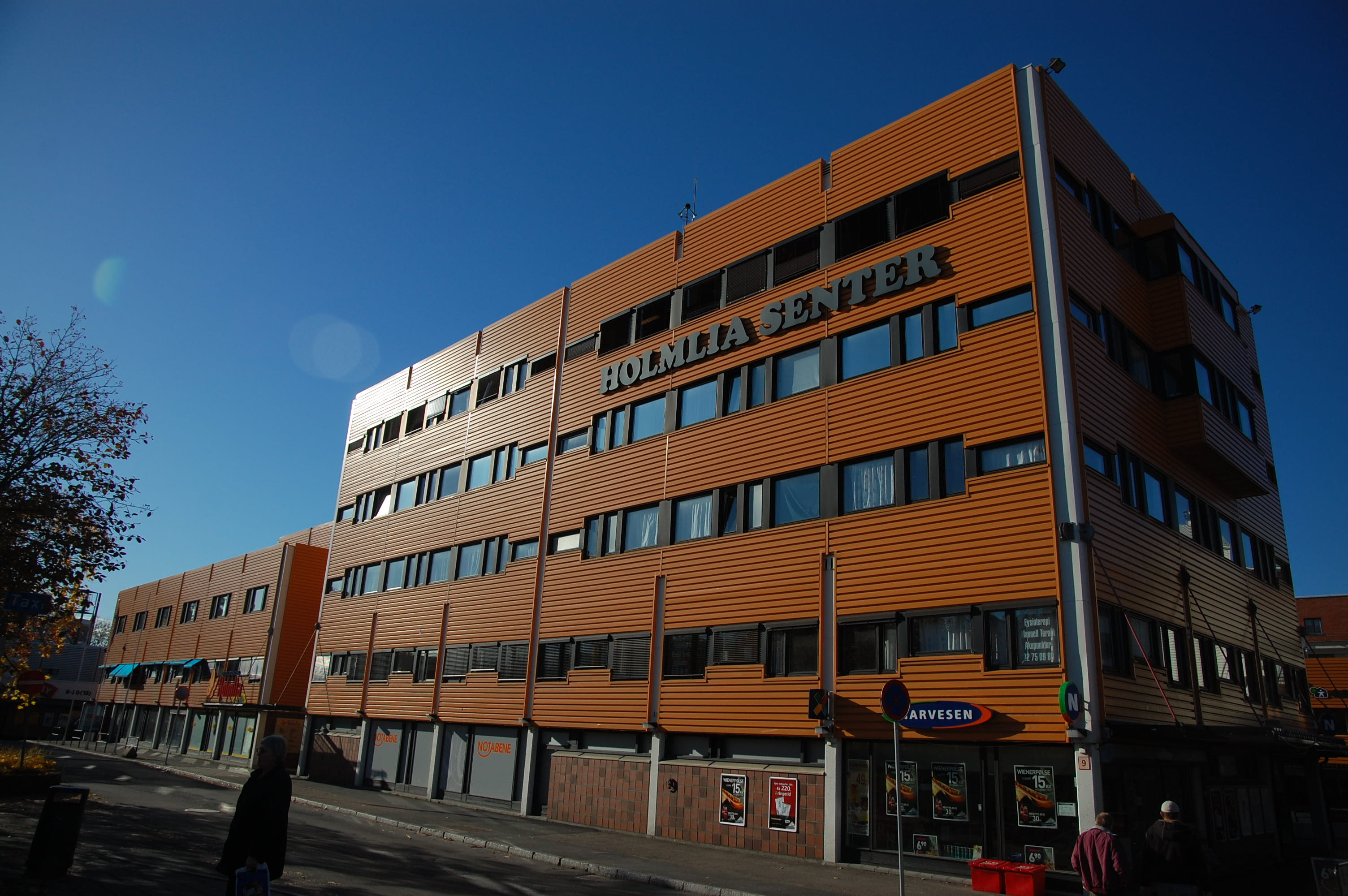
Das Osloer Stadtviertel Holmlia

Der Mordfall Benjamin Hermansen war ein 2001 begangenes rassistisch motiviertes Gewaltverbrechen in der norwegischen Hauptstadt Oslo. Das Opfer war ein dunkelhäutiger 15-jähriger Norweger mit ghanaischen Wurzeln. Der Mord erregte internationales Aufsehen.

## Tathergang
Benjamin Labaran Hermansen wurde am 26. Januar 2001 von der Neonazi-Gruppe Boot Boys im Osloer Stadtviertel Holmlia erstochen. Die Tat geschah auf einem verlassenen Parkplatz eines Einkaufszentrums. Ein Freund von Benjamin konnte der Gruppe entkommen. Die Polizei in Oslo nahm nach der Tat drei verdächtige Männer im Alter von 20 und 21 Jahren sowie zwei Mädchen im Alter von 17 Jahren fest.

## Prozess gegen die Täter
Etwa ein Jahr nach der Tat wurden die beiden männlichen Haupttäter zu 16 Jahren beziehungsweise 15 Jahren Gefängnis verurteilt. Eine an der Tat beteiligte weibliche Person wurde zu drei Jahren Haft verurteilt. Der Osloer Anwalt Geir Lippestad übernahm die Verteidigung eines Haupttäters. Laut Lippestad war es der erste Mord durch Rechtsextremisten in Norwegen.

## Reaktionen
In den darauffolgenden Wochen protestierten mehrere Tausend Menschen in Oslo gegen rassistisch movierte Gewalt. Es wurde auch vielfach kritisiert, dass rechtsextreme Gruppen in Norwegen bis zur Tat kaum von Justiz und Polizei beachtet wurden.
Der US-amerikanische Sänger und Musiker Michael Jackson widmete sein letztes Musikalbum Invincible Benjamin Hermansen. Dies geschah, da Michael Jackson privat zu dem Zeitpunkt mit dem aus Oslo stammenden Omer Bhatti befreundet war und Bhatti gleichzeitig ein enger Freund von Hermansen war.

## Erwähnung im Film
Der Mord an Benjamin Hermansen wurde in dem 2018 erschienenen Film 22. Juli in einem Gespräch zwischen Geir Lippestad und Anders Behring Breivik erwähnt. Lippestad übernahm 2011 auch die Verteidigung von Breivik.